# Putyvl
Putyvl (ukrainsk: Пути́вль, ukrainsk udtale: [pʊˈtɪu̯lʲ]) er en by i det nordøstlige Ukraine, i Sumy oblast. Byen fungerede som administrativt centrum for Putyvl rajon indtil den administrative reform i 2018, den er nu under Konotop rajon.
Byen har 15.100 indbyggere (2021).

## Historie
Putyvl er en af de oprindelige Siveriaske byer og blev første gang nævnt så tidligt som 1146 som en vigtig fæstning, der var omstridt mellem Tjernihiv og Novhorod-Siverskyj fyrstendømmer i Kijevrus. Sangen om Jaroslavna på Putyvls mure er den følelsesmæssige kulmination på middelalderens Igorkvadet og Alexander Borodins opera Fyrst Igor.
Efter Slaget ved Vedrosha i 1500 blev Putyvl afstået til Muskovitisk Rusland. Under Forvirringens tid blev byen centrum for Ivan Bolotnikovs oprør og kortvarigt en base for Falske Dmitrijs styrker. Den blev besat af Den polsk-litauiske realunion mellem 1607 og 1619.
Putyvl var en del af Kursk guberniya i det Russiske Kejserrige før Oktoberrevolutionen. Den blev en del af Ukrainske SSR den 16. oktober 1925. Under Anden Verdenskrig startede sovjetiske partisaner under ledelse af Sydir Kovpak deres guerillakrig mod tyskerne i skovene i hele det nordlige Ukraine. Byenvar under tysk besættelse mellem 10. september 1941 og 3. september 1943.
Under den russiske invasion 2022 besatte russiske tropper byen under deres offensiv mod Konotop.

## Galleri
- Historiske butikker i den gamle bydel
- Tidligere håndværkerskole i Putyvl
- Hoedgaden
- Helligåndskatedralen
- Sankt Nicholaskirken
- Prinsesse Yaroslavna monument